# 宮澤樹生
宮澤 樹生（みやざわ たつき、1996年9月2日 - ）は、日本のベーシスト、作曲家、編曲家。
クラーク記念国際高等学校 非常勤講師。

## 来歴
幼い頃からピアノを習い、中学時代に友人に誘われベースを始める。高校卒業後、尚美学園大学音楽表現学科ポップス&ジャズコースに進学。大学在学中よりサポート演奏等で活動を開始。
師匠は音楽プロデューサー・ベーシストの吉田建。
2019年、音楽事務所「Relic Lyric.inc,」に所属。
2021年、フリーに転向。
2022年、クラーク記念国際高等学校にて非常勤講師として指導活動を始める。

## 提供・参加作品
- 浦田直也
  - 「UNREAL?」ベース
  - 「lose yourself」作曲・ベース
  - 「愛してた」ベース

- ラブライブ！虹ヶ咲学園スクールアイドル同好会
  - 「LIKE IT！ LOVE IT!」ベース
  - 「Make-up sesson ABC」ベース
  - 「エイエ戦サー」作曲

- VΔLZ
  - 「DAY BY DAY」作詞・作曲・編曲・ベース

- ROF-MAO
  - 「アイドル」cover トラックメイク

- 高城れに
  - 「Sing!Swing!X'mas!」作曲・編曲

- 堀江由衣
  - 「Good morning」作曲・編曲

- 君のことが大大大大大好きな100人の彼女
  - 「Love Love 妄想パレード」作曲・編曲・ベース
  - 「HANGREED!!」作曲・編曲・ベース

- 爆上戦隊ブンブンジャー
  - 「自転」作曲・編曲

- 丘みどり
  - 「フライディ・チャイナタウン」cover トラックメイク
  - 「浪漫飛行」cover トラックメイク
  - 「大阪LOVER」cover トラックメイク

- 安斉かれん
  - 「夜は未完成」作曲

- GENKI LABO
  - 「ロウソクの科学」作曲・編曲

- 小野大輔
  - 「イバラミチ」ベース

- ミュージカル刀剣乱舞
  - 「Re:verse」作曲

- わーすた
  - 「誰も悪くない」ベース
  - 「Never Ending The World」作曲・編曲・ベース

- MACO
  - 「恋蛍」ベース

- 中島怜
  - 「からっぽの月」作曲・編曲・ベース

- IBERIs&
  - 「Magic Hour」作曲

- Love Harmony’s, Inc.
  - 「最終回のその先のストーリー」作曲

- Un
  - 「醜いシンデレラ」編曲・ベース・ミックス
  - 「哀恋ティティ」編曲・ベース・ミックス

- 久保あおい
  - 「黒い秋桜の花が泣いた」ベース
  - 「偽善者の集合体」ベース

- みきまりあ
  - 「パンダのうた」編曲・ベース
  - 「センチメンタルセブンティーン」編曲・ベース

- 小玉ひかり
  - 「LOVEとPEACE」ベース

- ayaka.
  - 「またね」ベース
  - 「First」編曲・ベース
  - 「嘘つき」編曲・ベース

- Pinky Spice
  - 「落陽に惑う」作曲・編曲・ベース

- notall
  - 「2度目のハツコイは存在した」編曲・ベース
  - 「ふゆ、はる、なつ、あき、きみ」作曲

- FES☆TIVE
  - 「バナナナナ不思議。」作曲・編曲・ベース
  - 「カマキリさんVSひつじさん」ベース

- Lily of the valley
  - 「ちーーーーー」作詞・作曲・編曲・ベース

- おむすびコロコロ
  - 「オレンジになりたい僕」作曲

- 3grass
  - 「FLASH」ベース

- 松村龍之介
  - 「栞」ベース

- mibuki
  - 「ねこでよければ-from ヨムオト-」編曲・ベース